# Daniel Brainard
Daniel Brainard (15 tháng 5 năm 1812 - 10 tháng 10 năm 1866) là một bác sĩ phẫu thuật sống tại Chicago và là người sáng lập của Rush Medical College.
Brainard đến Chicago vào năm 1836, ở tuổi 24, và ngay lập tức thành lập một cơ sở y tế, ngay sau đó, ông nộp đơn lên cơ quan lập pháp bang Illinois để lấy một điều lệ để trở thành trường Cao đẳng Y tế Rush. Hiến chương được cấp vào ngày 2 tháng 3 năm 1837, hai ngày trước khi thành phố Chicago được thành lập. Ông đã chọn tên cho trường sau Benjamin Rush, bác sĩ duy nhất được đào tạo y khoa để ký Tuyên ngôn Độc lập.
Brainard nổi tiếng ở Chicago bằng cách cắt cụt thành công khớp hông chân của một công nhân kênh bị thương, hoạt động đầu tiên như vậy ở Hoa Kỳ. Những thành tựu khác của ông bao gồm là bác sĩ phẫu thuật đầu tiên của thành phố, biên tập viên của Tạp chí Y khoa và Phẫu thuật Illinois, người đề xuất bệnh viện đa khoa đầu tiên cho thành phố và sau đó là bệnh viện quận đầu tiên. Ông cũng là một nhà tổ chức cho các hiệp hội y tế của quận và tiểu bang.
Brainard là chủ tịch và giáo sư phẫu thuật tại Rush từ khi thành lập cho đến khi qua đời ở tuổi 54 vì bệnh tả, một chủ đề mà ông đã giảng trong vài giờ trước khi chính ông bị khuất phục trước căn bệnh này.
Brainard ứng cử thị trưởng Chicago năm 1858.
Đến năm 1897, Rush Medical College là trường y khoa lớn nhất nước Mỹ. Rush Medical College hiện là một phần của Đại học Rush và trung tâm y tế trực thuộc Trung tâm y tế Đại học Rush, trước đây là Rush-Presbyterian-St. Trung tâm y tế Luke.